# Javi Salgado
Pour les articles homonymes, voir Salgado.
Javier « Javi » Salgado Martín, né le 6 août 1980 à Bilbao, est un joueur espagnol de basket-ball.